# Irdex
Irdex é um género de bicha-cadela pertencentes à família Spongiphoridae.
As espécies deste género podem ser encontradas na Austrália.

## Espécies
Espécies (lista incompleta):
- Irdex bicuneatus Borelli, 1932
- Irdex brevis Brindle, 1970
- Irdex burri Srivastava, 1975